# Protestas en Bogotá de 1909
Las Protestas en Bogotá del 9 al 13 de marzo de 1909 también conocidas como Trecemarismo fueron unas manifestaciones en contra del gobierno de Rafael Reyes Prieto al conocerse la firma del Tratado Cortés-Rooth por el cual Colombia reconoce la independencia de Panamá, en Washington. 

## Causas
- La persecución a la oposición política: La policía prohibió en Bogotá la reunión de más de cinco personas.[4]
- El intento de Rafael Reyes de perpetuarse en el poder [5]
- La firma del Tratado Cortés-Rooth para poner punto final a la separación de Panamá.[6]

## Acontecimientos
Las marchas fueron organizadas por estudiantes universitarios de Bogotá. Enrique Olaya Herrera dio un discurso a los manifestantes. Fueron apedreadas la casa arzobispal, las oficinas del Nuevo Tiempo (primer gran periódico del Siglo XX en Colombia, fundado por Carlos Arturo Torres y José Camacho Carrizosa. En 1905 lo adquirió el conservador Ismael Enrique Arcinegas, quien su director. Desapareció en 1932 y tuvo una segunda época en 1943) y otros edificios públicos. Enrique Olaya Herrera, junto con casi todos los presentes, fue detenido en una reunión de la aristocracia bogotana en el Jockey Club, en donde se lanzaron diatribas contra el presidente Reyes.
El mismo 13 de marzo, por la noche, tras sostener una reunión con delegados estudiantiles Reyes dimitió su cargo, y nombró a Jorge Holguín para ejercer el poder ejecutivo mientras la Asamblea procedía a la elección del mandatario que debería concluir el sexenio; pero los disturbios no pararon con la renuncia de Reyes. A las ocho de la noche Jorge Holguín declaró Bogotá en estado de sitio, por las manifestaciones encabezadas por los estudiantes de la Universidad Nacional. Rafael Reyes reasumió el mando el 14 de marzo de 1909. El de marzo fueron dominadas las protestas.
El 16 de marzo, fueron condenados a 5 años de prisión los dirigentes del 13 de marzo, Felipe Santiago Escobar y Enrique Olaya Herrera, el 19 de mayo, Rafael Reyes les concedió amnistía y dejó en libertad.

## Consecuencias
Los adversarios del gobierno de Reyes crearon la Unión Republicana, luego de los episodios del 13 de marzo de 1909, fue promovida por el político conservador Carlos Martínez Silva. En ese grupo confluían los liberales que no apoyaban a Rafael Uribe Uribe y la mayoría de conservadores.
El 16 de marzo se presentaron manifestaciones de respaldo a Reyes y pedir a la Asamblea Nacional que no le aceptara la renuncia, en efecto rechazada por la Asamblea. Reyes dijo que seguiría gobernando sólo en la medida que no se le considerara un dictador, ni un tirano. Sin embargo ya había tomado la resolución de abandonar la presidencia antes del 7 de agosto de 1910, en que concluiría su período.